# 日光院
日光院（にっこういん）は、兵庫県養父市八鹿町にある高野山真言宗の寺院である。山号は妙見山。本尊は妙見大菩薩。日本三妙見の一つとして有名。

## 歴史
寺伝によると、飛鳥時代敏達天皇の御代、日光慶重が草庵を結んで創建したと伝えられている。
1485年（文明17年）には、山名政豊から社領寄進を受けている。